# 黄河路站 (合肥市)
黄河路站位于中华人民共和国安徽省合肥市包河区河北路与黄河路交叉口地下，是合肥轨道交通5号线的地铁车站。

## 车站结构
黄河路站位于河北路与黄河路交叉口南侧，沿河北路南北向布置，车站为地下三层双柱三跨岛式车站，站台宽度13m。